# Cyrill Napp

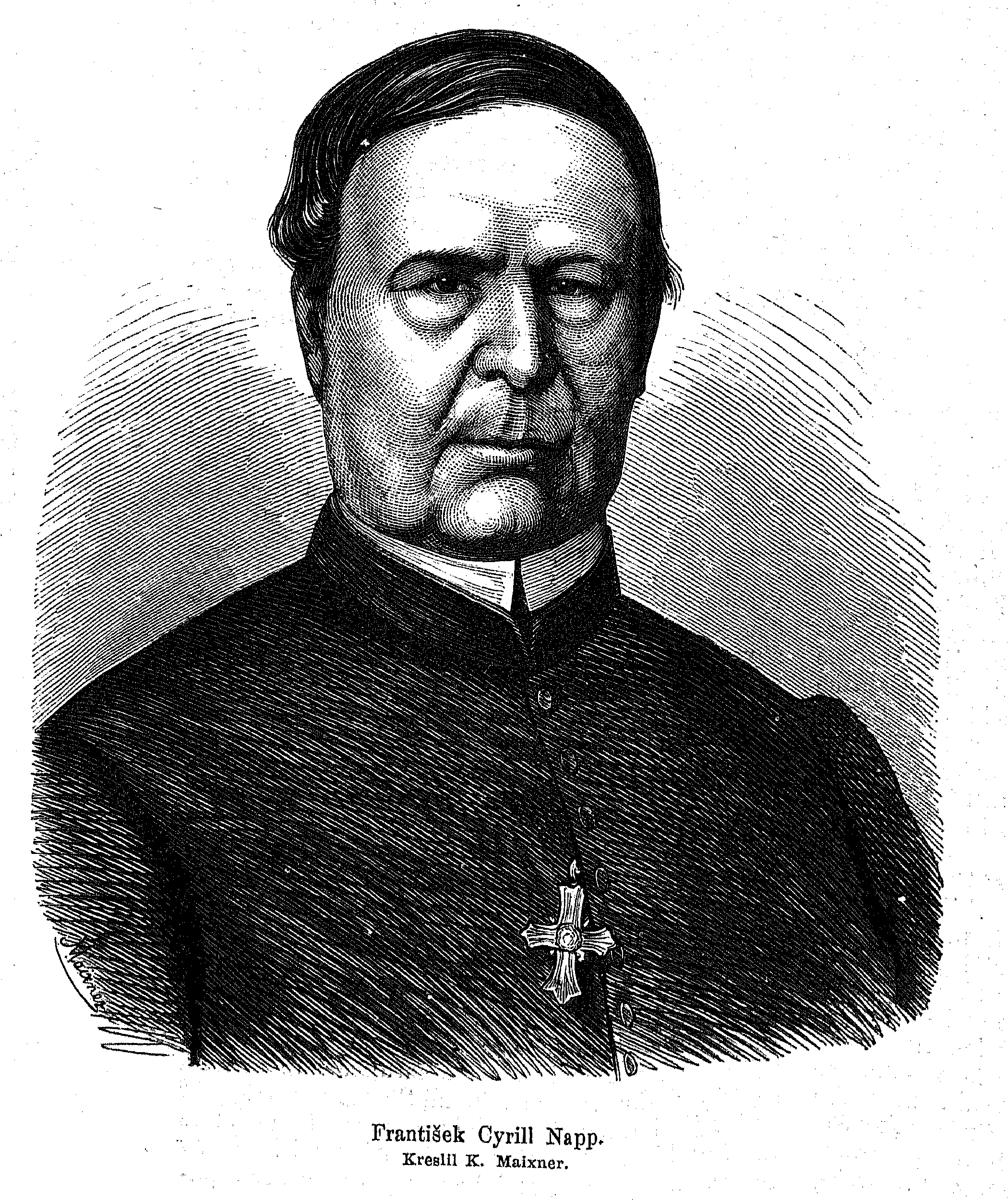
Cyrill Napp

Cyrill Franz Napp OESA (* 5. Oktober 1792 in Gewitsch, Bezirk Mährisch Trübau; † 21.(?) oder 22. Juli 1867 in Alt Brünn) war ein österreichischer Augustinereremit und gewählter Abt des Stiftes St. Thomas in Alt Brünn.

## Leben
Napp wurde als Sohn des Handschuhmachermeisters Ludwig Napp und seiner Frau Anna Maria (geborene Bergesin) geboren und auf den Namen Franz getauft. Der Vater (1757– ca. 1810) stammte aus Dexheim in Rheinhessen, war ursprünglich evangelisch und konvertierte später zum Katholizismus.
Napp absolvierte das Gymnasium in Olmütz und studierte an der  Universität Olmütz Philosophie. Im Jahre 1810 trat er in das St. Thomas-Augustinerkloster Alt Brünn ein und nahm den Ordensnamen Cyrill an. Drei Jahre später legte er die Ordensgelübde ab. Nach Abschluss seiner Studien an der Theologischen Lehranstalt des Brünner Priesterseminars empfing er 1815 die Priesterweihe und erhielt wenig später die Professur für Altes Testament und orientalische Sprachen an der Theologischen Lehranstalt in Brünn.

### Prälat
Am 11. März 1824 wählten ihn die Mitbrüder zum Abt des Klosterstiftes St. Thomas; er leitete es über 40 Jahre bis zu seinem Tod. Dabei war ihm die Förderung junger Talente ein besonderes Anliegen und so entwickelte sich das Kloster bald zu einem Zentrum der Gelehrsamkeit. Napp schickte Gregor Mendel, seinen späteren Nachfolger, zum Studium der Naturwissenschaften an die kaiserliche Universität Wien.
Danach errichtete Napp 1854 in seinem Prälatengarten eine Orangerie und ein Gewächshaus, womit er Mendels langjährige Kreuzungsversuche mit Pflanzen förderte.

### Profanes Wirken
Neben seinen Aufgaben als Abt bekundete Napp großes Interesse an den kulturellen, wirtschaftlichen, sozialen und politischen Belangen Mährens. Er war Mitglied der mährischen Ständeversammlung, des Landesausschusses und mehrerer Kommissionen. In diesen Funktionen beteiligte er sich an zahlreichen Maßnahmen zur Hebung und Verbesserung der kulturellen und wirtschaftlichen Verhältnisse seiner Heimat. So wirkte er an der Schaffung eines Lehrstuhles für tschechische Sprache und Literatur, der Errichtung einer Technischen Hochschule in Brünn, der Gründung einer Brandschaden-Versicherungsanstalt und einer Forstschule mit. Er war langjähriges Mitglied und seit 1865 Direktor der Mährisch-Schlesischen Gesellschaft, die sich der Förderung des Ackerbaues und der Natur- und Landeskunde widmete.

### Fürsorge
In der Landeshauptstadt Brünn gab es einen „wohlthätigen Männerverein“, der Napp die Geschäftsleitung von 1828 bis 1862 übertrug. In der Zeit wurde in der Stadt das Armenhaus erbaut und die ersten zwei „Kinderbewahranstalten“ gegründet.

## Auszeichnungen
- 1836: Österreichisch-kaiserlicher Leopold-Orden
- 1850: Franz-Joseph-Orden
- 1859: Kommandeurkreuz des Ordens der Eisernen Krone